# Lunca Corbului (gmina)
Lunca Corbului – gmina w Rumunii, w okręgu Ardżesz. Obejmuje miejscowości Bumbueni, Catane, Ciești, Lăngești, Lunca Corbului, Mârghia de Jos, Mârghia de Sus, Pădureți i Silișteni. W 2011 roku liczyła 2954 mieszkańców.